# Marie-Louise de Bourbon-Parme (1751-1819)
 (juin 2025).
Si vous disposez d'ouvrages ou d'articles de référence ou si vous connaissez des sites web de qualité traitant du thème abordé ici, merci de compléter l'article en donnant les références utiles à sa vérifiabilité et en les liant à la section « Notes et références ».
Pour les autres membres de la famille, voir Maison de Bourbon-Parme.
Pour les articles homonymes, voir Marie-Louise de Bourbon-Parme, Marie-Louise de Bourbon et Marie-Louise.
Titre
Reine consort d'Espagne
14 décembre 1788 – 19 mars 1808
(19 ans, 3 mois et 5 jours)
Marie Louise de Bourbon, princesse de Parme, née le 9 décembre 1751 à Parme et morte le 2 janvier 1819 à Rome, fut, en tant qu'épouse du roi Charles IV, reine d'Espagne.

## Biographie

### Une princesse à marier

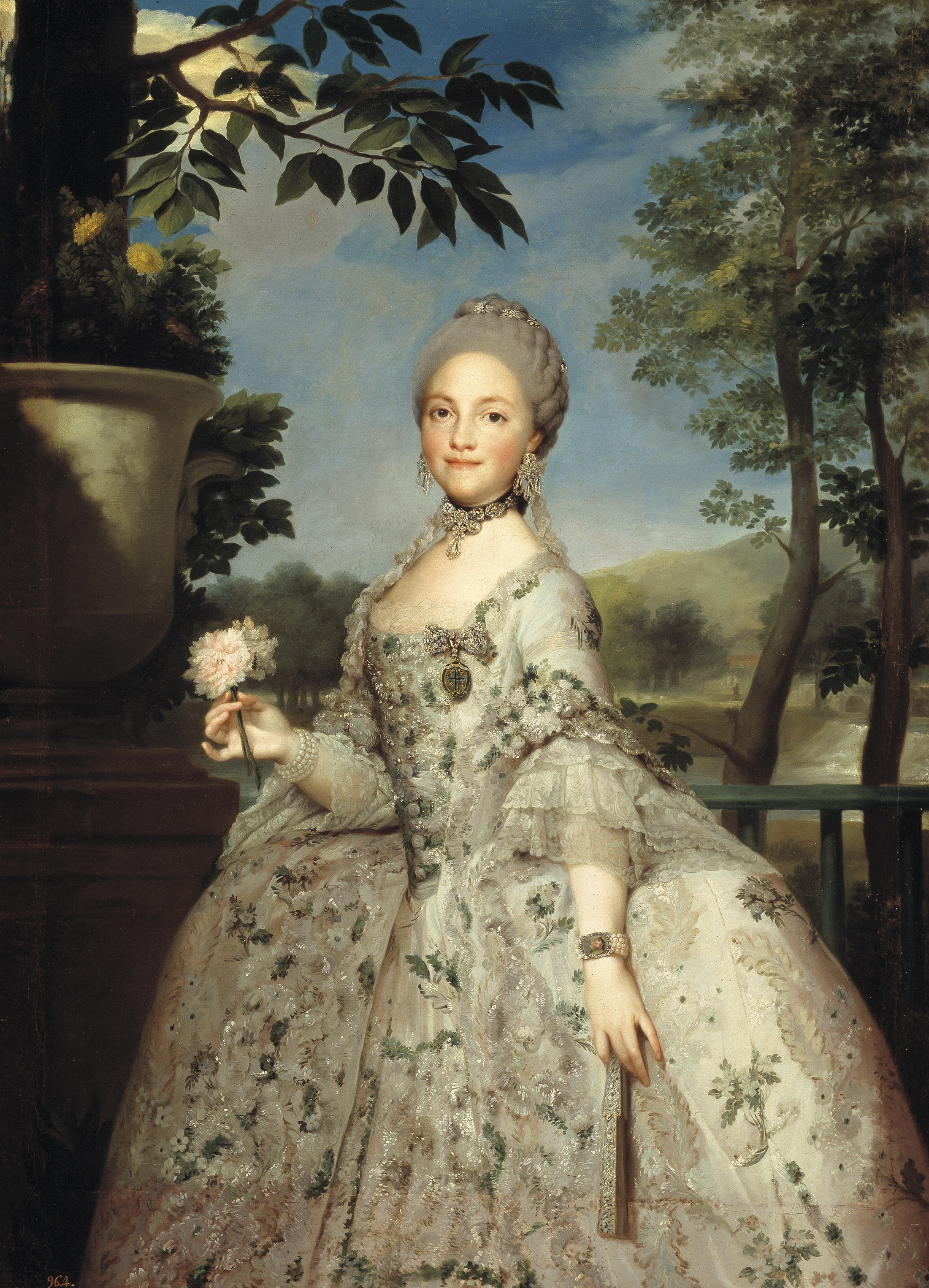
Marie-Louise princesse des Asturies, par Anton Raphael Mengs (vers 1765)

Fille de Philippe Ier, duc de Parme, et d'Élisabeth de France, donc petite-fille des rois Louis XV de France et Philippe V d'Espagne, elle reçut, comme sa sœur Isabelle et son frère Ferdinand, une éducation soignée.
Sa mère, qui résidait souvent à la cour de son père le roi de France Louis XV à Versailles, la destinait à épouser soit le prince des Asturies, héritier de la couronne espagnole, soit le duc de Bourgogne, fils aîné du dauphin Louis et de son épouse Marie-Josèphe de Saxe.
Celui-ci mourut encore enfant en 1761 et Marie-Louise fut promise au prince des Asturies. Entre-temps, sa mère était morte en 1759 et sa sœur Isabelle avait scellé la réconciliation des maisons de Bourbon et de Habsbourg-Lorraine en épousant le futur empereur Joseph II en 1760.
Isabelle mourut dès 1763 et Joseph voulut épouser sa belle-sœur. L'impératrice douairière Marie-Thérèse, sa mère, prit sur elle d'écrire à la cour d'Espagne (le roi d'Espagne étant le frère aîné du duc de Parme). Elle ne reçut pas de réponse favorable, le roi Charles III attestant que la décision d'unir son fils à Marie-Louise avait été prise en accord avec sa défunte épouse Marie-Amélie de Saxe, sœur aînée de la dauphine de France, morte en 1760.

### Une femme de pouvoir

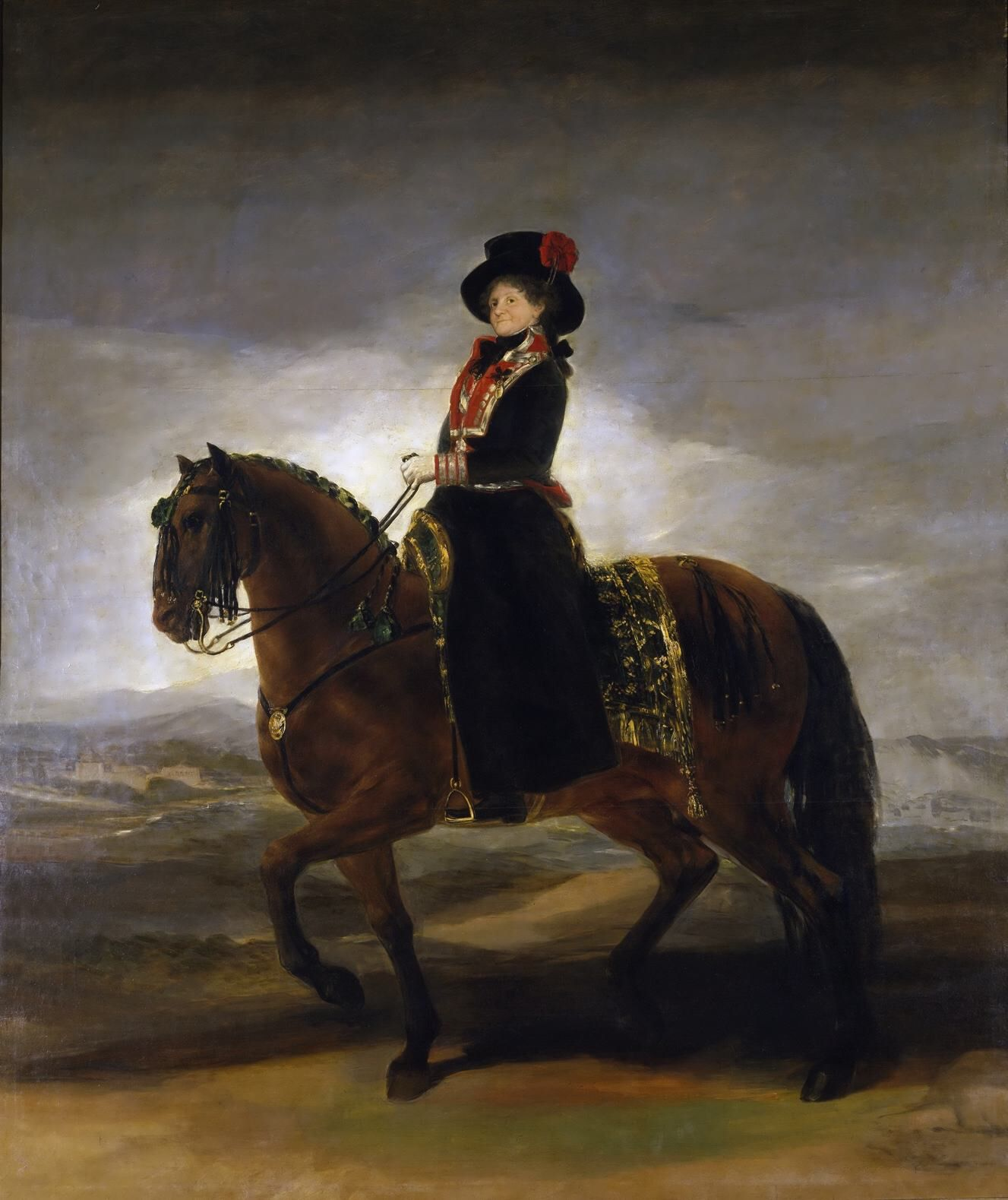
Francisco de Goya. Portrait équestre de la reine Marie Louise d'Espagne, vers 1799, musée du Prado Madrid.

Entre-temps, Marie-Louise était devenue nubile et en 1765, alors âgée de 13 ans, elle épousa son cousin le futur Charles IV, qui en avait 16. Son père meurt le 18 juillet de cette même année 1765, laissant le trône à son fils, Ferdinand Ier de Parme, âgé de 14 ans. Le couple dut attendre quelques années avant de concevoir un enfant mais la première naissance en 1771 fut celle du prince héritier. Le roi Charles III mourut en 1788 et son fils devint roi sous le nom de Charles IV d'Espagne. 
C'est à cette époque que Marie-Louise, âgée de 37 ans devint la maîtresse d'un officier de 16 ans son cadet, Manuel Godoy, âgé de 21 ans, qu'elle fit nommer premier ministre dès l'accession au trône de son mari (1788). Bientôt le bruit se répandit que le jeune ministre était le père naturel des quatre plus jeunes enfants que la reine mit au monde.

### La chute

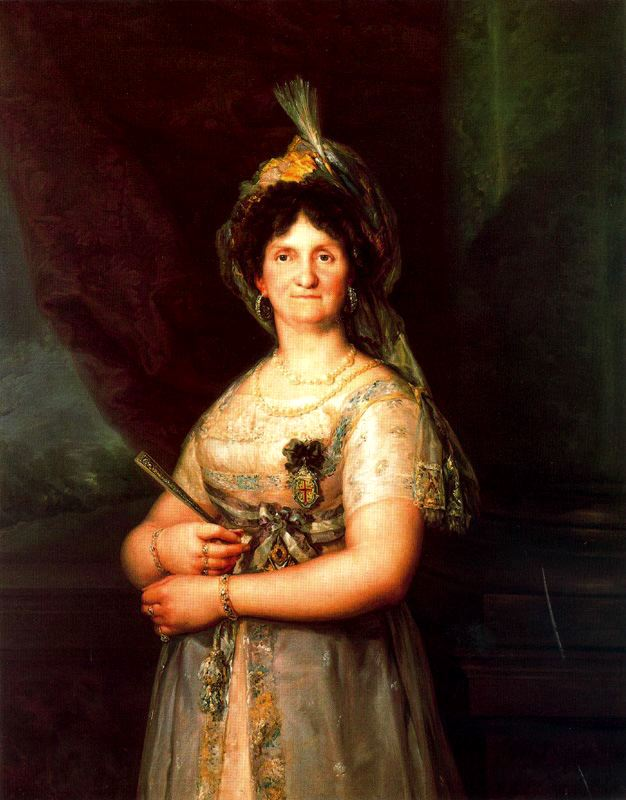
La reine déchue Marie-Louise en 1819, par Vicente López Portaña.

Bientôt atteint par les remous générés par la Révolution française et l'Empire qui lui succéda, le couple royal fut contesté par son propre fils et héritier le prince des Asturies, Ferdinand (1808) et, à la suite du soulèvement d'Aranjuez, le roi fut contraint d'abdiquer en faveur de son fils. Napoléon Ier s'imposa alors comme médiateur et fit convoquer les protagonistes à Bayonne. Là, il fit destituer le roi et fit mettre la famille royale en résidence surveillée au château de Valençay.

### L'exil
À la chute de l'Empire français, Charles IV d'Espagne ayant abdiqué en 1808, c'est son fils qui fut rétabli sur le trône d'Espagne sous le nom de Ferdinand VII d'Espagne. Le couple royal fut exilé en France, à Compiègne, Fontainebleau, Marseille puis à Nice, ville du royaume de Sardaigne. Marie-Louise mourut à Rome en 1819.

## Honneurs
- Noble dame de l'ordre de la Croix étoilée
- Maîtresse fondatrice de l’ordre de la Reine Marie-Louise

## Descendance
Charles IV et Marie-Louise eurent 14 enfants :
- Charles-Clément d'Espagne (1771-1774).
- Charlotte-Joachime d'Espagne (1775-1830), en 1785, elle épousa le roi Jean VI de Portugal.
- Marie-Louise d'Espagne (1777-1782).
- Marie-Amélie d'Espagne (1779-1798), en 1795, elle épousa son oncle l'infant Antoine-Pascal de Bourbon (1755-1817), fils de Charles III d'Espagne et de Marie-Amélie de Saxe.
- Charles d'Espagne (1780-1783).
- Marie-Louise d'Espagne (1782-1824), en 1795, elle épousa Louis de Bourbon-Parme, nommé roi d’Étrurie par Napoléon Ier qui avait confisqué ses États.
- Charles d'Espagne (1783-1784)
- Philippe-François d'Espagne (1783-1784)
- Ferdinand (1784-1833) marié en premières noces en 1803 à sa cousine Marie-Antoinette, fille de Ferdinand IV, roi de Naples et de Sicile et de Marie-Caroline d'Autriche (1783-1806) puis en 1816, à sa nièce Marie-Isabelle de Portugal (1797-1819), puis en 1819, à sa cousine Marie-Josèphe de Saxe (1803-1829), puis en 1829, à sa nièce Marie-Christine de Bourbon-Siciles (1806-1878).
- Charles de Bourbon (1788-1855), prétendant au trône d'Espagne puis comte de Molina ; en 1816, il épousa sa nièce Marie-Françoise de Portugal (1800-1834), (postérité). Veuf, il épousa en 1838, la sœur de son épouse Marie-Thérèse de Portugal (1793-1874)
- Marie-Isabelle d'Espagne (1789-1848), en 1802, elle épousa François Ier des Deux-Siciles.
- Philippe d'Espagne (1791-1794)
- Philippa d'Espagne (1792-1794)
- François de Paule de Bourbon (1794-1865), infant d'Espagne, marié à sa nièce Louise-Charlotte de Bourbon-Siciles (postérité).

Selon une rumeur de l'époque les derniers enfants (l'infant François de Paule et l'infante Marie-Isabelle, future reine des Deux-Siciles) de Marie-Louise seraient nés de l'adultère de la reine avec son favori Manuel Godoy. C'est ce que pensait notamment le peintre Goya quand il peignit la famille royale en 1800. Lady Holland dira plus tard que François de Paule d'Espagne avait une « indécente ressemblance » avec son véritable père Manuel Godoy. Ces rumeurs seront reprises par le prétendant Henri d'Orléans (bien que descendant lui-même de la reine Marie-Louise, qui plus est par l'infante Marie-Isabelle) dans la querelle dynastique française, la branche aînée des Bourbons depuis 1936 étant issue de l'infant François de Paule d'Espagne, par la primogéniture généalogique suivante :
- Philippe V d'Espagne (1683-1746) fils de Louis, dauphin de France le fils de Louis XIV de France.
- Charles III d'Espagne (1716-1788) troisième fils régnant du précédent.
- Charles IV d'Espagne (1748-1819) fils du précédent.
- Infant François de Paule d'Espagne (1794-1865) fils du précédent (le fils aîné de Charles IV, Ferdinand VII d'Espagne n'aura que des filles).
- François d'Assise de Bourbon (1822-1902), duc de Cadix puis roi d'Espagne, fils du précédent.
- Alphonse XII d'Espagne (1857-1885) fils du précédent.
- Alphonse XIII d'Espagne (1886-1941) fils posthume du précédent et prétendant au trône de France à la suite du décès du duc de San Jaime.
- Jacques-Henri de Bourbon (1908-1975), duc d'Anjou et de Ségovie, fils du précédent.
- Alphonse de Bourbon (1936-1989), duc d'Anjou et de Cadix, fils du précédent.
- Louis de Bourbon (né en 1974), duc d'Anjou, fils du précédent, désigné comme « Louis XX » par les légitimistes français.